# 森優希奈
森 優希奈（もり ゆきな、1981年2月27日 - ）は、広島県出身のストリッパー。血液型O型、身長152cm、スリーサイズB83W59H86。
池袋ミカド劇場→TSミュージック所属。
2001年11月11日池袋ミカド劇場にてデビュー。2011年1月21日より、TSミュージック所属。

## 人物
週刊大衆(2006年11月13日号)の情報によると、ストリッパーになる前は美容師をしていたという。